# Ali Wong
Alexandra Dawn Wong (* 19. dubna 1982, San Francisco, Kalifornie) je americká stand-up komička a herečka. Známou se stala především svými stand-up speciály Baby Cobra (2016), Hard Knock Wife (2018) a Don Wong (2022) na stanici Netflix. Účinkovala také v romantické komedii Always Be My Maybe (2019), kde také působila jako scenáristka a producentka, a komediálním seriálu Ve při (2023). V letech 2020 a 2023 byla časopisem Time zařazena na seznam 100 nejvlivnějších lidí světa.

## Filmografie

### Jako herečka
| Rok       | Název                     | Role                          | Poznámky                            |
| --------- | ------------------------- | ----------------------------- | ----------------------------------- |
| 2011      | Breaking In               | Ana Ng                        | 3 díly                              |
| 2012      | Are You There, Chelsea?   | Olivia                        | 12 dílů                             |
| 2012      | Divoši                    | Claire                        |                                     |
| 2013      | Dealin' with Idiots       | Katieie                       |                                     |
| 2014      | Black Box                 | Dr. Lina Lark                 | 13 dílů                             |
| 2014–2015 | Amyino plodné lůno        | různé postavy                 | 3 díly                              |
| 2015      | BoJack Horseman           | Maddy (hlas)                  | díl: „Escape from L.A.“             |
| 2016      | Animals.                  | Dana (hlas)                   | díl: „Rats“                         |
| 2016      | Angry Birds ve filmu      | Betty Bird (hlas)             |                                     |
| 2016–2021 | Americká manželka         | Doris                         | hlavní role                         |
| 2017      | Fresh Off the Boat        | Margot                        | díl: „The Flush“                    |
| 2017      | The Lego Ninjago Movie    | General Olivia (hlas)         |                                     |
| 2017      | Father Figures            | Ali                           |                                     |
| 2018      | Ralph Breaks the Internet | Felony (hlas)                 |                                     |
| 2018      | OK K.O.! Let's Be Heroes  | Twisty (hlas)                 | díl: „Soda Genie“                   |
| 2018      | Ask the Storybots         | The Brain                     | díl: „How Do Ears Hear?“            |
| 2019–2022 | Tuca & Bertie             | Bertie (hlas)                 | 10 dílů                             |
| 2019      | Always Be My Maybe        | Sasha Tran                    | také jako scenáristka a producentka |
| 2019      | Big Mouth                 | Ali                           | 3 díly                              |
| 2020      | Birds of Prey             | Ellen Yee                     |                                     |
| 2020      | Onward                    | Gore (hlas)                   |                                     |
| 2020      | Já, Victor                | paní Thomasová                | vedlejší role                       |
| 2020      | Phineas a Ferb ve filmu   | Super Super Big Doctor (hlas) |                                     |
| 2022      | Lidské zdroje             | Becca (hlas)                  | hlavní role                         |
| 2022      | Holky od novin            | dospělá Erin                  | vedlejší role                       |
| 2023      | Ve při                    | Amy Lau                       | hlavní role                         |

### Sama sebe
| Rok             | Název                           | Poznámky |
| --------------- | ------------------------------- | --- |
| 2012            | Chelsea Lately                  | 9 epizod |
| 2013            | Hey Girl                        | 5 epizod |
| 2013            | Best Week Ever                  | 16 epizod |
| 2016            | Ali Wong: Baby Cobra            | komediální speciál Netflixu                                                                                     |
| 2017            | Bill Nye Saves The World        | S2E4 – Netflix                                                                                                  |
| 2018            | Ugly Delicious                  | S1E8 – Netflix                                                                                                  |
| 2018            | Ali Wong: Hard Knock Wife       | komediální speciál Netflixu                                                                                     |
| 28. května 2019 | The Ellen Show                  | „Ali Wong Experienced Pure Joy Kissing Daniel Dae Kim“ a „Ali Wong and Twitch Play 'Taste Buds'“                |
| 23. října 2019  | The Daily Show with Trevor Noah | „Lessons for Her Daughters in Dear Girls and Life as a Female Comic“                                            |
| 24. října 2019  | The Ellen Show                  | „Ali Wong Once Bombed in Front of Eddie Murphy“ a „Ali Wong on Whether She Wants Her Daughters to Be Comedians“ |